# Wildmania
Wildmania è il secondo album studio di Wild Man Fischer commercializzato nel 1978 e prodotto dai Harols Bronson.

## Tracce

### Lato A
1. My Name Is Larry - 3:27
2. Jimmy Durante - 1:13
3. I Light the Pilot - 0:37
4. Josephine - 0:39
5. Do the Wildman - 1:41
6. I'm a Truck - 0:35
7. Sir Larry - 1:09
8. Who's Your Favorite Singer? - 1:23
9. Go to Rhino Records - 0:58
10. Handy Man - 2:57

### Lato B
1. Disco In Frisco - 2:57
2. Do the Wildman (an other dance) - 2:17
3. I'm Selling Peanuts for the Dodgers - 1:17
4. I'm the Meany - 1:22
5. Wild Man Fischer Impersonation Contest - 0:55
6. Guitar Licks - 1:45
7. What Do You Think of Larry? - 0:39
8. Young at Heart - 1:45
9. My Name Is Larry (Reprise) - 1:39